# Калуђерица (Грчка)
Калуђерица (грч. Καλογερίτσα [Kalogerítsa — Калогерица]) је бивше насеље у Грчкој у општини Лерин, периферија Западна Македонија.

## Географија
Калуђерица се налази 6 километара југозападно од Лерина, на једној великој висоравни на планини Кула.

## Историја
Насеље се спомиње још у 15. веку у османским документима као хас са 23 породице Мустафе-бега, сина Тургут-бега. Потом је било уништено од разбојничких банди. У непосредној близини је постојао манастир који је уништен, по којем је насеље добило име. Калуђерица је прво била насеље састављено од колиба. На попису из 1920. године имала је 114 житеља, а као посебно насеље се помиње на попису 1961. године када је имала 131 житеља, и искључиво је словенско насеље.

### Пописи
| Година       | 1920 | 1961 | 1971 | 1981 | 1991 | 2001 | 2011 |
| ------------ | ---- | ---- | ---- | ---- | ---- | ---- | ---- |
| Становништво | 114  | 131  | 41   | 63   | 51   | 5    | 0    |